# Tera-hertz Explorer
Tera-hertz Explorer (TEREX) este o misiune planificată care va transporta un senzor terahertz la suprafața lui Marte pentru a măsura raporturile izotopului de oxigen ale diferitelor molecule din atmosfera marțiană. Obiectivul misiunii este de a înțelege lanțul de reacții chimice care aprovizionează atmosfera cu dioxid de carbon. Misiunea va fi alcătuită dintr-un orbitator și un lander.
Dacă va avea succes, va fi prima navă spațială japoneză de succes de pe Marte de la nefericita misiune Nozomi.